# Salvadoria beliza
Salvadoria beliza är en mångfotingart som beskrevs av Shear 1982. Salvadoria beliza ingår i släktet Salvadoria och familjen Fuhrmannodesmidae. Inga underarter finns listade i Catalogue of Life.